# Hora (Velká francouzská revoluce)
Hora (francouzsky La Montagne) bylo označení pro jedno z politických uskupení v době Velké francouzské revoluce. Jednalo se o levicové křídlo revolucionářů v Národním konventu. Jeho členové se nazývali montagnardé. Patřili k nim především jakobíni a názorově blízcí kordeliéři.

## Název
Označení pocházelo z umístění poslaneckých křesel v Národním konventu. Členové skupiny sedávali na křeslech umístěných v horní části auditoria, a proto se jejich uskupení označovalo jako Hora. Naopak jejich politická konkurence obsazovala níže položená sedadla. Byli to jednak girondisté, jednak nevyhranění poslanci, pro něž se  vžilo označení Rovina (Plaine) či Bažina (Marais). Výrazy se začaly obecně používat od roku 1793. Montagnardi a jakobíni (jichž byla v této skupině většina) někdy bývá používáno jako synonyma. 

## Historie
Po vzniku Konventu se vytvořila skupina poslanců, kteří stáli v opozici proti vůdčí skupině girondistů. Hlavní rozdíl mezi skupinami tvořil názor na reálnou politiku. Zatímco mezi girondisty byli převážně teoretici a myslitelé Revoluce, členové Hory byli stoupenci radikálního přístupu a jejich zájmem bylo pokračování Revoluce. Jejich cílem byla například sociální a politická rovnost, která dalece přesahovala ustanovení ústavy První republiky. Girondisté i poslanci Bažiny zastávali mírnější, buržoazně-republikánskou politiku, která svého cíle již dosáhla – především právní rovnost všech občanů. 
Během bojů s girondisty získali montagnardi převahu v klubu jakobínů. Hora se postupně stala zásluhou politiků jako byli Marat, Danton a Robespierre nejvlivnější složkou Konventu, prosadila i proces s Ludvíkem XVI. a jeho popravu. Po politickém vyloučení girondistů a pozdějším popravení mnoha jejích vůdců se v roce 1793 křehká jednota Hory definitivně rozpadla. Ještě radikálnější přístup než Robespierre zastávala skupina kolem poslance Héberta, naproti tomu skupina tzv. shovívavých kolem Dantona začala vyzývat k ukončení teroru, který rozpoutala revoluční vláda, výbor veřejného blaha. S Dantonovou podporou Robespierre dovedl ultralevicové hébertisty v březnu 1794 před revoluční tribunál a následně na popraviště. Jen o několik dní později nechal zatknout Dantona a jeho nejbližší spolupracovníky, kteří též skončili pod gilotinou.
Ani Robespierre dlouho v čele Hory nestál. Po thermidorském převratu následovala jeho poprava 28. července 1794 a tím ztratily zbytky Hory v Konventu politickou moc. Zbývající montagnardé (tzv. Vrcholek), byli zatčeni po tzv. germinalském a prairialském povstání na jaře 1795 a mnozí popraveni. Vyhlášení ústavy Direktoria znamenalo definitivní konec této politické skupiny.

## Nejvýznamnější osobnosti
| Jakobíni (robespierristé) | Dantonovci (shovívaví) | Hébertisté                                                                                | Nezařazení                                                                                 |
| - Maximilien Robespierre - Louis Antoine de Saint-Just - Georges Couthon - Marie-Jean Hérault de Séchelles - Paul de Barras - Augustin Robespierre - Jacques-Louis David - Jean-Baptiste Carrier | - Georges Danton - Camille Desmoulins - Fabre d'Églantine - Louis-Marie Stanislas Fréron - Pierre Philippeaux - François Chabot | - Jacques Hébert - Pierre Gaspard Chaumette - Anacharsis Cloots - Antoine-François Momoro | - Jean-Paul Marat - Lazare Carnot - Jacques-Nicolas Billaud-Varenne - Jean-Lambert Tallien |